# Алонсо, Мигель Анхель
Миге́ль А́нхель Ало́нсо Оярби́де (исп. Miguel Ángel Alonso Oyarbide), также известный как Перико Алонсо (исп. Periko Alonso; род. 1 февраля 1953, Толоса, Страна Басков) — испанский футболист, полузащитник, футбольный тренер. Отец футболистов Микеля Алонсо и Хаби Алонсо.
На поле Алонсо был жёстким опорным полузащитником и одним из лучших игроков испанского чемпионата на этой позиции, но также обладал хорошим ударом, что вылилось в большое количество забитых им мячей по ходу карьеры.

## Игровая карьера

### Клубная
Алонсо родился и вырос в Стране Басков, а футболом начал заниматься в клубе из родной Толосы. Его первым профессиональным клубом стал «Реал Сосьедад», где поначалу он играл за резервную команду. С 1977 года Мигель стал выступать за основную команду и был важнейшим игроком в последующие сезоны, включая сезоны 1980/81 и 1981/82, когда «Реал Сосьедад» дважды подряд выиграл чемпионат Испании.
В 1982 году Алонсо перешёл в «Барселону» за 70 миллионов песет. С этим клубом он выиграл все внутренние турниры и в первые два сезона был основным игроком команды. С приходом в «Барселону» нового главного тренера Терри Венейблса в 1984 году Алонсо потерял место в основе, сыграл лишь в двух матчах чемпионского сезона 1984/85 и в 1985 году перешёл в «Сабадель».
В сезоне 1985/86 он помог скромному каталонскому клубу занять второе место в Сегунде и подняться в Примеру. В сезоне 1986/87 «Сабаделю» удалось спастись от вылета, а Алонсо с шестью голами стал лучшим бомбардиром команды. В сезоне 1987/88 клуб уже не смог избежать прямого вылета, после чего Алонсо завершил карьеру.

### Международная
Алонсо дебютировал за сборную Испании 24 сентября 1980 года в товарищеском матче с венграми (2:2). Единственный гол за сборную он забил 18 ноября 1981 года в товарищеском матче с поляками (3:2).
На домашнем чемпионате мира 1982 года Алонсо был основным игроком команды и полностью отыграл все пять матчей. После турнира он больше не вызывался в сборную Испании.

## Тренерская карьера
После завершения игровой карьеры Алонсо тренировал в основном баскские клубы, включая «Толосу», «Реал Сосьедад B», «Беасайн» и «Эйбар». Единственным клубом не из Страны Басков в его тренерской карьере стал «Эркулес» из Аликанте.
В октябре 2000 года Алонсо сменил Хавьера Клементе на посту главного тренера «Реал Сосьедад». В десяти матчах в чемпионате под его руководством команда набрала всего семь очков, и в декабре Мигель подал в отставку, объявив о завершении тренерской карьеры.

## Достижения
«Реал Сосьедад»
- Чемпион Испании (2): 1980/81, 1981/82
- Серебряный призёр чемпионата Испании: 1979/80

«Барселона»
- Чемпион Испании: 1984/85
- Бронзовый призёр чемпионата Испании: 1983/84
- Обладатель Кубка Испании: 1982/83
- Финалист Кубка Испании: 1983/84
- Обладатель Кубка испанской лиги: 1983
- Обладатель Суперкубка Испании: 1983